# Luca (película de 2021)
Luca es una película estadounidense/italiana de animación por computadora de 2021, una comedia fantástica que narra el paso de la niñez a la madurez, producida por Pixar Animation Studios y distribuida por Walt Disney Studios Motion Pictures. La película está dirigida por Enrico Casarosa (en su debut como director), escrita por Jesse Andrews y Mike Jones, producida por Andrea Warren y protagonizada por las voces de Jacob Tremblay, Jack Dylan Grazer, Emma Berman, Saverio Raimondo, Maya Rudolph, Marco Barricelli, Jim Gaffigan, Peter Sohn, Lorenzo Crisci, Marina Massironi y Sandy Martin.
Ambientada en la Riviera italiana entre los años 50 y 60, la película se centra en Luca Paguro, un niño monstruo marino con la capacidad de asumir una forma humana mientras está en tierra, que explora la ciudad de Portorosso con su nuevo amigo Alberto Scorfano, experimentando un verano que cambia su vida. Luca se inspira en la infancia de Casarosa en Génova, Liguria; varios artistas de Pixar fueron enviados a la Riviera italiana para investigar la cultura y el entorno italianos. Los monstruos marinos, una «metáfora de sentirse diferente», se basaron libremente en antiguos mitos y folclore regionales italianos. El diseño y la animación se han inspirado en obras dibujadas a mano y en stop motion y en el estilo de Hayao Miyazaki. Casarosa describió el resultado como una película que «rinde homenaje a Federico Fellini y a otros cineastas italianos clásicos, con una pizca de Miyazaki en la mezcla también». 
Luca se estrenó en el Acuario de Génova el 13 de junio de 2021, y su estreno en cines en Estados Unidos estaba previsto para el 18 de junio de 2021. Sin embargo, debido a la pandemia de COVID-19, la película se estrenó directamente en streaming en Disney+, junto con una proyección limitada simultánea en el El Capitan Theatre; se estrenará en los cines de los países sin el servicio de streaming. La película recibió críticas generalmente positivas, con elogios para sus imágenes, temas y sentido de la nostalgia a pesar de tener una simple historia.
Luca fue lanzada en formato Blu-ray Ultra HD, Blu-ray, DVD y Digital el 3 de agosto de 2021 en Estados Unidos.

## Argumento
En el verano de 1959, Luca Paguro (voz de Jacob Tremblay) un joven adulto monstruo marino de 13 años que vive en la costa de la ciudad italiana de Portorosso, cría peces cabra y sus padres le prohíben acercarse a la superficie (aunque su abuela ya lo había hecho y jugó a las cartas con unos humanos), porque era peligroso. Un día, Luca conoce a Alberto Scorfano, un joven monstruo marino de 14 años que vive solo en la superficie, alegando que su padre no está mucho por aquí. Alberto anima a Luca a aventurarse fuera del océano, mostrándole que los monstruos marinos parecen exactamente humanos cuando están secos, pero que vuelven a sus verdaderas formas cuando están mojados. Luca sigue a Alberto a su escondite, donde Luca se la pasa diciendo que ya se irá, pero se termina quedando. Los chicos conectan mientras fabrican y montan una frágil Vespa improvisada, que al final se destruye en dos piezas. Al descubrir las acciones de su hijo, los padres de Luca planean enviarlo a vivir a las profundidades del mar con su tío Ugo. En represalia, Luca y Alberto huyen a Portorosso para encontrar una Vespa y viajar por el mundo. 
En el pueblo, los chicos se topan con Ercole Visconti, un matón local de 16 años y campeón repetido de la Carrera de la Copa Portorosso, pero Giulia Marcovaldo, una joven de 13 años, los ayuda a escapar. Con la esperanza de ganar el dinero necesario para una Vespa, los chicos y Giulia forman un equipo para el triatlón, que consiste en nadar, comer pasta y montar en bicicleta. Al no poder nadar sin revelarse, Luca y Alberto se encargan respectivamente de las carreras de ciclismo y de comer pasta, mientras que Giulia se encarga de la carrera de natación. Ercole promete vencer al grupo.
Mientras los chicos se hacen amigos de Massimo, el padre pescador de Giulia, los padres de Luca se dirigen a la superficie para encontrar a su hijo. Giulia enseña a Luca a ir a la escuela y los dos se unen por su amor al aprendizaje, especialmente a la astronomía. Alberto se pone celoso de la creciente amistad de Luca y Giulia. Cuando Luca empieza a ignorar los consejos de Alberto y trata de cambiar sus planes de ir a la escuela en lugar de viajar, él y Alberto se pelean. Enfadado, Alberto revela deliberadamente su verdadera forma a Giulia. Luca finge sorpresa ante la transformación, y un Alberto desconsolado es expulsado por Ercole. Más tarde, Giulia salpica deliberadamente con agua a Luca y ve su verdadera identidad; lo envía lejos por su propia seguridad.
Luca intenta reconciliarse con Alberto, y descubre que el padre de éste le abandonó deliberadamente hace tiempo, haciéndole creer a Alberto que era un niño malo que no debía tener amigos. Luca se propone ganar la Vespa por su cuenta, para arreglar las cosas. Tras varios percances, Luca se pone en cabeza de la carrera de bicicletas, pero se ve obligado a refugiarse cuando empieza a llover. Alberto llega con un paraguas, pero Ercole se lo quita de un golpe y ambos chicos se revelan como monstruos marinos. Huyen de Ercole, que ahora pretende arponearlos; Giulia les ayuda estrellando su bicicleta contra la de Ercole, pero resulta herida. Luca y Alberto vuelven para ayudarla, y son defendidos de los cazadores de monstruos por Massimo, que les revela que los chicos son sus amigos. También señala que han cruzado la línea de meta y han ganado la carrera. Otros monstruos marinos disfrazados se revelan, incluyendo a la familia de Luca, y la gente del pueblo los recibe con alegría. Mientras tanto, Ercole es humillado por sus secuaces, hartos de sus abusos.
Luca y Alberto compran una Vespa, pero este último la vende para comprar un billete de tren para Luca, lo que le permite ir a la escuela en Génova con Giulia. La familia de Luca, Massimo y Alberto despiden a Luca y Giulia en la estación de tren, donde todos prometen mantenerse en contacto. Durante los créditos, Luca conoce a la madre de Giulia y asiste a la escuela, mientras muestra su apariencia de monstruo marino. Massimo se convierte en la figura paterna de Alberto, y la familia de éste y de Luca disfruta interactuando con los humanos de Portorosso. En una escena posterior a los créditos, Ugo habla con un pez cabra extraviado sobre lo estupenda que es su vida en las profundidades del océano.

## Reparto

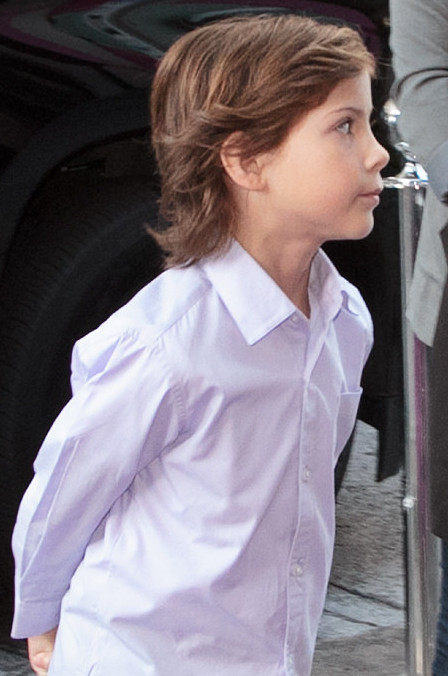
Jacob Tremblay interpreta a Luca.

- Jacob Tremblay como Luca Paguro, un monstruo marino adolescente de 13 años que siente curiosidad por el mundo sobre el mar. Vive en las aguas próximas a la costa italiana, en una granja donde cría peces cabra con sus padres.[13] Aunque le han advertido toda su vida de que el mundo humano es un lugar peligroso, anhela algo más allá de su tranquila vida en la granja, así que cuando Alberto lo lleva a explorar Portorosso, sus ojos se abren a todo un mundo de posibilidades.[13] Él y todos los demás monstruos marinos tienen la capacidad de adaptar automáticamente una apariencia de forma humana una vez que la piel está seca. Paguro significa "cangrejo ermitaño" en italiano.

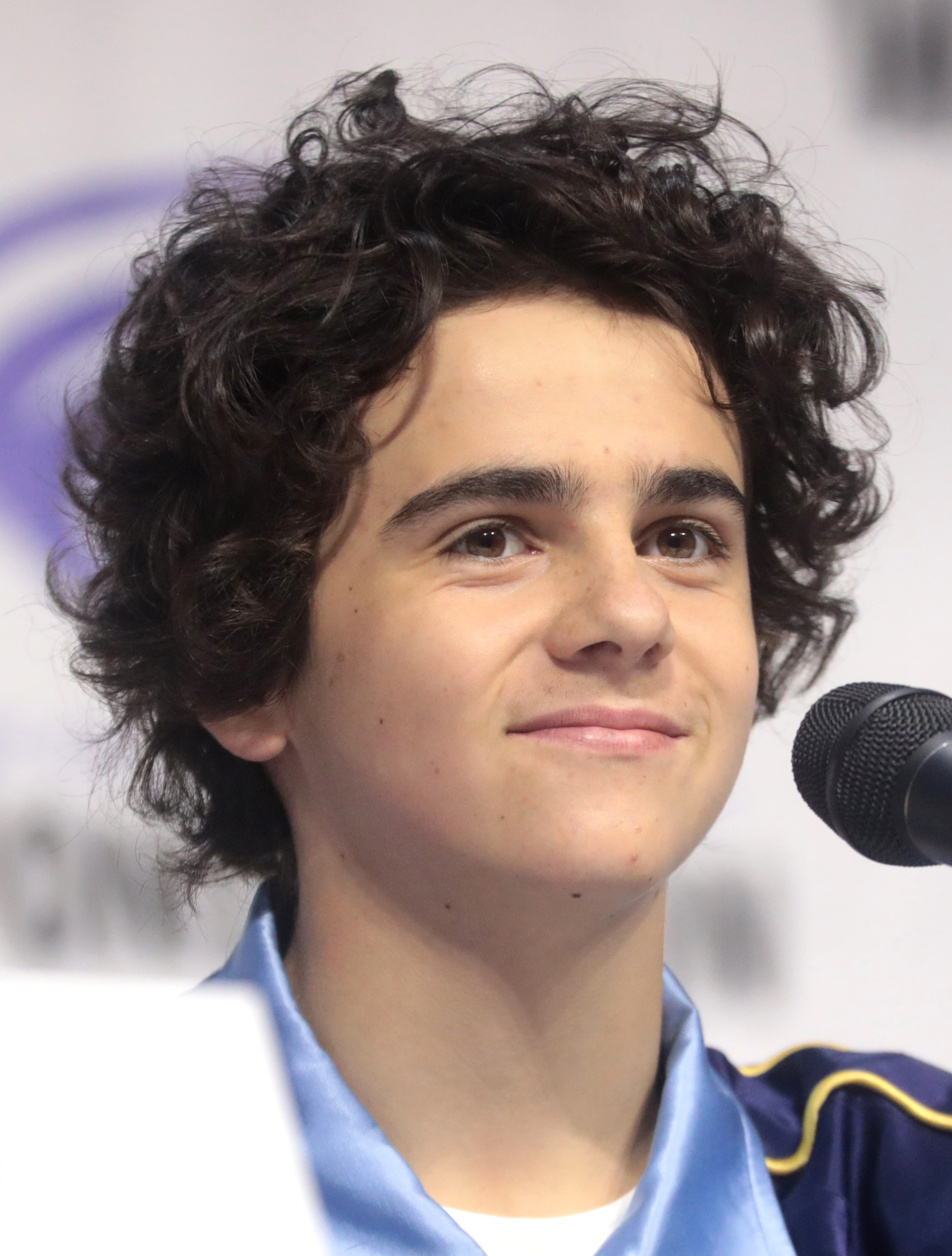
Jack Dylan Grazer interpreta a Alberto.

- Jack Dylan Grazer como Alberto Scorfano, un monstruo marino adolescente de 14 años y el mejor amigo de Luca, el cual está entusiasmado por explorar el mundo humano. Es un chico de tan espíritu libre, expresivo y gregario que lo único que hace es divertirse.[13] Scorfano significa "pez escorpión" en italiano.
- Emma Berman como Giulia Marcovaldo, una chica italiana de 13 años que se hace amiga de Luca y Alberto. Es una aventurera extrovertida y encantadora con amor por los libros y el aprendizaje.[13] Es escéptica respecto a la existencia de monstruos marinos.
- Marco Barricelli como Massimo Marcovaldo, un pescador italiano, cocinero y padre de Giulia. Es un hombre imponente y tatuado que ha nacido con un solo brazo. A pesar de que Luca y Alberto se sienten intimidados por su gran tamaño y su habilidad con el cuchillo, Massimo tiene un corazón blando, especialmente para con su hija.[13]
- Saverio Raimondo como Ercole Visconti, el bravucón local de 16 años de Portorosso.[14] Campeón repetido de la carrera de la Copa Portorosso de la ciudad, es un fanfarrón con Vespa que cree que todo el mundo le quiere y disfruta viéndole comer bocadillos.[13] Tiene dos seguidores, Ciccio y Guido, que están dispuestos a cumplir sus órdenes.[13]
  - Raimondo retoma su papel en el doblaje italiano de la película.[15][16]
- Maya Rudolph como Daniela Paguro, un monstruo marino y la madre de Luca, que está decidida a mantener a su hijo a salvo.[13] Puede desarrollar una apariencia humana mientras está en tierra.
- Jim Gaffigan como Lorenzo Paguro, un monstruo marino y el padre de Luca, un padre bienintencionado, pero a veces distraído, que se apasiona por la cría de sus cangrejos premiados.[13] Puede adoptar una forma humana cuando está en tierra.
- Sandy Martin como la abuela Paguro, un monstruo marino y la abuela de Luca. La abuela sabe que romper una o dos reglas es parte del crecimiento, y está demasiado contenta de mirar hacia otro lado si el lado rebelde de Luca emerge.[13]
- Giacomo Gianniotti como Giacomo, un pescador local.[17]
  - Gianniotti retoma su papel en el doblaje en italiano de la película.[15][16]
- Marina Massironi como la Sra. Marsigliese.[17]
  - Massironi retoma su papel en el doblaje en italiano de la película.[15][16]
- Sacha Baron Cohen como el tío Ugo, tío de Luca y hermano de Lorenzo.[18]
- Peter Sohn y Lorenzo Crisci como Ciccio y Guido, amigos y secuaces de Ercole.
- John Ratzenberger como la voz de algunos de los habitantes del pueblo.

## Doblaje
| Actor             | Personaje          | Actor/Actriz de voz en español castellano | Actor/Actriz de voz en español latinoamericano |
| ----------------- | ------------------ | ----------------------------------------- | ---------------------------------------------- |
| Jacob Tremblay    | Luca Paguro        | Mario Blasco                              | Sebastián Albavera Flores                      |
| Jack Dylan Grazer | Alberto Scorfano   | Jon Samaniego                             | Iván Bastidas                                  |
| Emma Berman       | Giulia Marcovaldo  | Anastasi Azaranka Ayuso                   | Gigi Jaquim                                    |
| Marco Barricelli  | Massimo Marcovaldo | Pedro Tena                                | Santos Alberto                                 |
| Saverio Raimondo  | Ercole Visconti    | Edson Ferrero                             | Moisés Iván Mora                               |
| Maya Rudolph      | Daniela Paguro     | Ana María Marí                            | Gabriela Guzmán                                |
| Jim Gaffigan      | Lorenzo Paguro     | Eduardo Bosch                             | José Luis Orozco                               |
| Sandy Martin      | Abuela Paguro      | Isabel Donate                             | Andrea Coto                                    |
| Sacha Baron Cohen | Tío Ugo            | José Padilla                              | Omar Chaparro                                  |
| Marina Massironi  | Señora Marsigliese | Gema Martín                               | Berenice Vega                                  |
| Lorenzo Crisci    | Guido              | Ángel Colomé                              | José Luis Pérez Piedra                         |
| Peter Sohn        | Ciccio             | Fernando Delgado                          | Miguel Ángel Ruiz                              |

## Producción

### Desarrollo

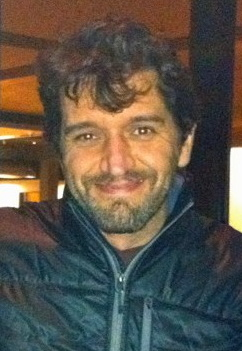
El director Enrico Casarosa declaró que la película se inspiró en su propia infancia.

El 30 de julio de 2020, Pixar anunció que produciría una nueva película titulada Luca, "historia sobre llegar a la madurez ambientada en Italia", con Casarosa como director y Warren como productor. Fue el debut en la dirección de largometrajes de Casarosa, que ya dirigió en 2011 el cortometraje nominado al Óscar La luna. Es la primera película de Pixar que se realiza casi por completo en los hogares del equipo, debido al cierre del campus de Pixar en Emeryville, California, a causa de la pandemia de COVID-19.
Casarosa ha descrito a Luca como una "historia profundamente personal", inspirada en su infancia en Génova, Italia, con el personaje del título basado en él mismo y Alberto en su mejor amigo del mismo nombre. Casarosa ha declarado: «Mis veranos los pasaba en las playas... Conocí a mi mejor amigo cuando tenía 11 años. Yo era muy tímido y encontré a este chico problemático que tenía una vida completamente diferente. Quería hacer una película sobre ese tipo de amistades que te ayudan a crecer».
También declaró que el núcleo de la película es una celebración de la amistad:

«Las amistades de la infancia suelen marcar el rumbo de lo que queremos llegar a ser, y son esos vínculos los que están en el centro de nuestra historia en Luca. Así, además de la belleza y el encanto de la costa italiana, nuestra película contará con una inolvidable aventura de verano que cambiará fundamentalmente a Luca».

Según Casarosa, el resultado es una película que "rinde homenaje a Federico Fellini y a otros cineastas italianos clásicos, con una pizca de Miyazaki en la mezcla".  Además de las obras de Fellini y Miyazaki, las películas La tierra tiembla (1948), Stromboli (1950) y Cuenta Conmigo (1986) también fueron citadas como fuente de inspiración y las películas de stop-motion de Aardman Animations y Wes Anderson influyeron en la sensibilidad artística de Casarosa.

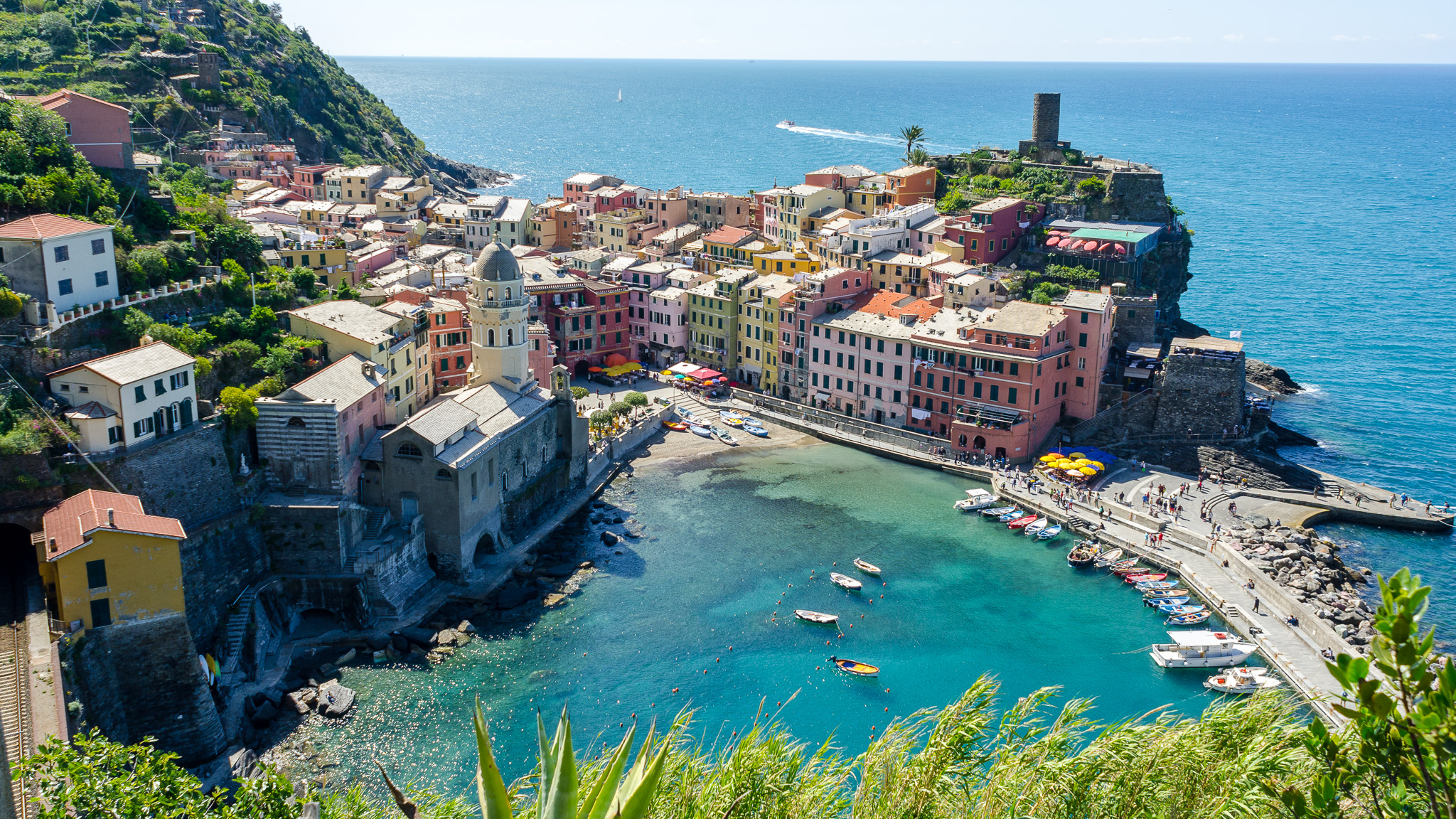
Los artistas de Pixar se embarcaron en un viaje de investigación a la Riviera italiana para preparar el escenario de la película (Vernazza fotografiada).

Para preparar la película, Pixar envió a varios de los artistas de la película a la Riviera italiana para un viaje de investigación, durante el cual tomaron fotos del paisaje y las gentes de la zona. La película tiene sus raíces en los años 50 y 60, que Casarosa ha descrito como una "época dorada que se siente atemporal", con la música y los diseños inspirados en ese periodo "para capturar un poco esta atemporalidad del verano".
Los monstruos marinos que aparecen en la película fueron extraídos de los mitos italianos y del folclore regional, incluyendo el pulpo Tellaro y las "pequeñas leyendas locales sobre dragones de mar, criaturas que vienen a ayudar o a meterse en problemas". Casarosa dijo: "Siempre me han parecido fascinantes los antiguos monstruos marinos de los mapas. El misterio del mar estaba tan representado en las extrañas criaturas que dibujábamos. Y esa zona tiene un montón de mitos maravillosos". La diseñadora de producción Daniela Strijleva declaró: "Nos inspiramos mucho en los antiguos mapas marinos. Algunos detalles de diseño que se trasladaron a la película final son cosas como las formas de las aletas de los monstruos marinos, lo decorativas que son sus escamas y las curvas de sus colas". Casarosa también afirmó que el monstruo marino es una "metáfora de sentirse diferente".
Disney solicitó el registro de los derechos de autor de los nombres "Portorosso" e "Isola del mare" ("Isla del mar"). DisInsider informó inicialmente que Portorosso, una referencia y juego de palabras a la película de Miyazaki Porco Rosso (1992), iba a ser el apellido del personaje del título. En la película final, el apellido de Luca es Paguro (italiano para "cangrejo ermitaño"), mientras que Portorosso es el nombre del pueblo en el que se desarrolla la película.

### Casting
El 25 de febrero de 2021, con el lanzamiento del teaser tráiler y el póster, se anunció que Tremblay, Grazer, Berman, Rudolph, Barricelli, Raimondo y Gaffigan formaban parte del reparto. Martin y Gianniotti fueron anunciados el 28 de abril, tras la publicación del tráiler y el póster oficiales.
Tremblay pone voz al personaje principal; Casarosa declaró que trabajar con él fue "un gran placer" y "me encanta lo serio e inocente que es por naturaleza. Y es juguetón y no tiene miedo de probar cosas, así que fue muy divertido improvisar con él... de hecho, es uno de los pocos actores con los que tuvimos tiempo de trabajar antes de la pandemia, así que fue muy divertido". Según Tremblay "[Luca] quiere explorar el mundo y yo me identifico con eso, especialmente ahora. Tengo muchas ganas de volver a salir y conocer otras culturas, como Luca. Quiere ir a ese pueblo de Italia y conocer su cultura y formar parte de ella".
Casarosa afirmó que Grazer, que pone voz a Alberto, aporta "una confianza y vulnerabilidad naturales" al personaje, "que es un monstruo marino adolescente de espíritu libre con un entusiasmo desenfrenado por el mundo humano". Giulia, una "chica marginada e inadaptada", tiene la voz de la recién llegada Berman. Rudolph y Gaffigan, que interpretan a Daniela y Lorenzo, tuvieron la oportunidad de improvisar, y Casarosa destacó la profundidad y calidez que aportan a sus papeles: "Es una madre severa. Es una madre difícil y muy controladora, pero tiene esa otra calidez que la equilibra". El reparto de Luca incluye actores italianos reales: Raimondo hace la voz de Ercole; Barricelli, que tiene una "voz retumbante", hace la de Massimo; Gianniotti hace la voz de Giacomo; y Massironi hace la voz de la Sra. Marsigliese.
Tremblay declaró que la relación entre Luca y Alberto: «Va a traer muchos recuerdos cuando la gente vea esto y espero que cuando la gente vea esto, sea capaz de olvidarse del COVID [...] Es genial poder formar parte de la infancia de otra persona. Creo que, sobre todo ahora, la historia es muy especial porque, para mí, no he podido ver a mis amigos a causa del COVID, por supuesto, y esta película trata de la amistad. Así que, cuando la gente la vea durante las vacaciones de verano y habérselo pasado en grande».

### Guion
El 30 de julio de 2020, Jones anunció que coescribiría el guion con Andrews, y que estaba orgulloso de él. Es la primera película de Pixar en la que participa Andrews, mientras que Jones ya había coescrito Soul (2020) y también está acreditada como artista creativa y de historias mayores en Pixar.
Jones declaró: "Forzar una asociación de guionistas no es algo fácil. Jesse y yo terminamos teniendo un gran encuentro de mentes sobre lo que realmente queríamos decir con esta película. Jesse llevaba dos años trabajando en ella antes que yo. Había invertido mucho tiempo. Se trata del mejor verano en la vida de estos dos chicos, y la voz de Jesse con estos dos chicos era tan maravillosa, divertida, especial y emotiva. Sentí que, en muchos sentidos, estaba ayudando a Jesse a "añadir" eso al tratar de aplicar un poco más de la base de la historia".

### Animación
Para preparar la película, Pixar envió a varios de los artistas de la película a la Riviera italiana para realizar un viaje de investigación, durante el cual tomaron fotos del paisaje y las gentes de la zona. Durante el viaje de investigación, Deanna Marsigliese, directora de arte de la película, observó que eran observados por curiosos y optó por incorporar eso en los diseños de los personajes. Según la diseñadora de producción Daniela Strijleva, tardaron un año en diseñar a Luca porque querían conocerlo: "Enrico siempre quiso que Luca fuera un poco introvertido y alguien curioso, pero nos costó un poco más descubrir que Luca es un soñador. Tiene una gran imaginación y una vida interior muy evolucionada. Fue entonces cuando el personaje cobró vida para mí". Se esculpió una figura de arcilla del monstruo marino Luca para ayudar en el proceso de diseño del personaje.
Casarosa describió las escenas de transformación de los personajes como "un gran esfuerzo" debido a las numerosas iteraciones realizadas. También afirmó que otro gran esfuerzo fue encontrar un aspecto diferente: "Así que se utilizan las mismas herramientas a grandes rasgos y no se reinventa del todo, pero se intenta aportar algo de calidez, algo de textura, algo de imperfección. El ordenador, naturalmente, quiere ser un poco realista y perfecto. Así que, para mí, fue como, ¿por qué no aportamos algunas vibraciones pictóricas a nuestras imágenes? ¿Cómo podemos darles textura para que sean un poco más imperfectas? Y el papel de la acuarela. Me encanta dibujar y me gusta ver la mano del artista mostrándose y siendo un poco expresivo - en el mundo, porque también queríamos llevar a la gente a [ver] Italia de esta manera maravillosamente mejorada y estilizada, pero también en las actuaciones y los personajes, queriendo hacerlos sentir un poco hechos a mano".
El supervisor de animación Mike Venturini declaró: "Enrico, como director y como artista, se inspiró en su juventud en gran medida en la filmoteca de Miyazaki, empezando por uno de sus primeros proyectos... Mirai Shōnen Konan. Esa era una de las cosas favoritas de Enrico cuando era niño. Así que, inicialmente, vimos muchos episodios de ese programa y utilizan un estilo de múltiples extremidades; son chicos siendo tontos con un físico muy amplio. A él le gustaba mucho eso y esperaba que pudiéramos estar influenciados por eso de alguna manera. Luego ampliamos nuestro universo al resto de la filmoteca de Miyazaki, con la que muchos de los animadores del programa ya estaban familiarizados. Así que, en una escala de largometraje más grande, estábamos buscando cuáles eran algunas de las características de Miyazaki. Eso fue lo que nos inspiró a probar cosas". Además de las obras de Miyazaki, Casarosa declaró que las películas de stop-motion de Aardman y Wes Anderson también influyeron en su sensibilidad artística: "Algo de eso acaba en mis dibujos, ese estilo abocetado y expresivo. Queríamos llevarlo a la película porque parecía que este era un mundo de niños. Este es un mundo de juego. Y nos pareció fiel a la historia ir en esa dirección. Me encanta la inmersión del 3D, pero a veces siento que puede ir hacia la frialdad. Así que quería aportar la calidez de la imperfección. Por eso algunos de los dibujos tontos nos hicieron reír cuando empezamos a abordarlos y luego los pusimos en una pantalla".
Casarosa y el equipo empezaron a probar nuevos conceptos de animación, con la esperanza de aportar una "tontería juguetona" a los personajes y eliminando parte de la típica gran cantidad de detalles. Las áreas en las que se centró inmediatamente fueron el uso de un estilo de pose más 2D, bocas más anchas con esquinas redondeadas, en lugar de angulosas y movimientos de varias extremidades que aportaron una sensación más "tonta" al movimiento del personaje. Refiriéndose al movimiento de varias extremidades, Casarosa dijo: "Es una técnica de dibujos animados a la antigua, en cierto modo... Salió de los dibujos, de la esencia de alguien que corre extremadamente rápido. Queríamos utilizar la técnica de las extremidades múltiples en las zonas de la película en las que los personajes hacían un esfuerzo físico extremo, lo que aumentaba la personalidad de la tontería del momento. Sólo había un número limitado de oportunidades para utilizarla. Ojalá hubiera más. Pero fue muy divertido utilizarla cuando pudimos".

### Banda sonora
En un principio, se pensó en el músico italiano Ennio Morricone para componer la banda sonora, pero este falleció antes de que se le pidiera que lo hiciera. El 1 de abril de 2021, se reveló que Dan Romer sería el compositor de la película. La banda sonora incluye canciones de Mina, Giacomo Puccini, Edoardo Bennato, Gianni Morandi y Rita Pavone.
El doblaje japonés tiene un nuevo tema final titulado "Shonen Jidai (Boyhood)" de suis de Yorushika.
Lista de canciones

| N.º           | Título                          | Duración |  |
| 1.            | «Meet Luca»                     | 4:08     |  |
| 2.            | «Did You Hide?»                 | 1:04     |  |
| 3.            | «The Curious Fish»              | 1:39     |  |
| 4.            | «You Forgot Your Harpoon»       | 0:39     |  |
| 5.            | «Phantom Tail»                  | 2:09     |  |
| 6.            | «Walking Is Just like Swimming» | 2:02     |  |
| 7.            | «Vespa è libertà»               | 1:42     |  |
| 8.            | «You Hold the Ramp»             | 0:59     |  |
| 9.            | «Silenzio Bruno»                | 0:41     |  |
| 10.           | «That's the Dream»              | 2:05     |  |
| 11.           | «The Bottom of the Ocean»       | 1:52     |  |
| 12.           | «Take Me, Gravity»              | 1:44     |  |
| 13.           | «Portorosso»                    | 1:36     |  |
| 14.           | «Signor Vespa»                  | 1:17     |  |
| 15.           | «This Isn't Any Old Race»       | 2:55     |  |
| 16.           | «Buonanotte, Boys»              | 1:27     |  |
| 17.           | «Land Monsters Everywhere»      | 0:55     |  |
| 18.           | «Buongiorno Massimo»            | 3:03     |  |
| 19.           | «The Out of Town Weirdo Tax»    | 1:48     |  |
| 20.           | «Rules Are for Rule People»     | 1:08     |  |
| 21.           | «How Humans Swim»               | 1:03     |  |
| 22.           | «Not Our Kid»                   | 0:49     |  |
| 23.           | «Telescope»                     | 2:46     |  |
| 24.           | «Beyond the Solar System»       | 1:02     |  |
| 25.           | «We Don't Need Anybody»         | 1:54     |  |
| 26.           | «The Sea Monster»               | 3:33     |  |
| 27.           | «I Wish I Could Take It Back»   | 4:01     |  |
| 28.           | «The Portorosso Cup»            | 7:34     |  |
| 29.           | «How to Find the Good Ones»     | 5:14     |  |
| 30.           | «Go Find Out for Me»            | 1:39     |  |
| 60:04 Minutos |                                 |          |  |

## Estreno
Luca iba a ser estrenada originalmente en los cines de Estados Unidos el 18 de junio de 2021 por Walt Disney Studios Motion Pictures. Sin embargo, el 23 de marzo de 2021, Disney anunció la cancelación del estreno en cines y en su lugar se transmitió por streaming mundialmente en Disney+ en respuesta a la pandemia de COVID-19. La película también estuvo en cartelera durante una semana en El Capitan Theatre de Hollywood, del 18 al 24 de junio de 2021. En los mercados internacionales en los que no está disponible Disney+, se estrenará en salas de cine por tiempo limitado, con fechas de estreno aún por anunciar.
La película se estrenó el 13 de junio de 2021 en Italia, en el Acuario de Génova, con un recorrido de tres días por la organización sin ánimo de lucro MediCinema para recaudar fondos para el Istituto Giannina Gaslini y otras entidades del territorio ligur. Walt Disney Studios Home Entertainment anunció el 18 de junio de 2021 que Luca será lanzada en formato Blu-ray Ultra HD, Blu-ray, DVD y Digital a finales de 2021 en Estados Unidos.
Walt Disney Studios Home Entertainment confirmó el 30 de julio de 2021 que Luca será lanzada en formato Blu-ray Ultra HD, Blu-ray, DVD y Digital el 3 de agosto de 2021 en Estados Unidos.

### Marketing
En noviembre de 2020, se mostraron algunos artes conceptuales de la película y la figura de arcilla del monstruo marino Luca en el segundo episodio de Inside Pixar. En diciembre de 2020, se proyectó un primer vistazo a la película en el Día del Inversor de Disney, y los clips y algunas capturas de pantalla se filtraron posteriormente en Internet. El 18 de enero de 2021, Empire publicó la primera imagen oficial de la película. El 19 de enero se publicó un fotograma promocional en la portada de la revista italiana Il Venerdì di Repubblica, en el que aparecen Luca, Alberto y Giulia en una Vespa en uno de los escenarios de la película.
En junio de 2021, Trenitalia presentó su librea temática de Luca para un tren Caravaggio.
Para promocionar el estreno de la película, McDonald's lanzó su campaña promocional incluyendo uno de los ocho juguetes gratis con la compra de un Happy Meal.

## Temas
Casarosa afirmó que la película es una celebración de la amistad, y "una carta de amor a los veranos de nuestra juventud, esos años de formación en los que te encuentras a ti mismo", inspirado en su infancia en Génova, con Luca basado en él mismo y Alberto en su mejor amigo del mismo nombre. Casarosa declaró: "Mi mejor amigo, Alberto, era un poco alborotador, [mientras que] yo era muy tímido y tenía una vida un poco protegida; no podíamos ser más diferentes... Alberto me sacó de mi zona de confort y me empujó por muchos acantilados, metafóricamente y no. Probablemente no estaría aquí si no hubiera aprendido de él a perseguir mis sueños. Es de este tipo de amistades profundas de las que quería hablar en Luca, y eso es lo que está en el corazón de esta película".
Los monstruos marinos, basados en antiguos mitos italianos y en el folclore regional, fueron definidos por Casarosa como una "metáfora de sentirse diferente", explicando: "También éramos un poco 'outsiders', así que nos pareció bien utilizar los monstruos marinos para expresar la idea de que nos sentíamos un poco diferentes y que no molábamos como niños". La productora Andrea Warren amplió: "Siempre nos gustó la idea de que la metáfora de ser un monstruo marino puede aplicarse a muchas cosas diferentes. Hay un tema de apertura, de mostrarse a sí mismo y de autoaceptación, así como de aceptación de la comunidad. Enfrentarse a la idea de que los monstruos marinos son más de lo que creen. Saben que sólo lo han visto a través de una perspectiva, una lente, y por eso creo que ese es un tema maravilloso en la película, que es que esas ideas no eran correctas y que hay más que aprender". Casarosa se mostró de acuerdo, opinando: "Esperamos que "monstruo marino" pueda ser una metáfora de todas las formas de sentirse diferente, como ser un adolescente o incluso un preadolescente, cualquier momento en el que te sientas raro. Nos pareció una forma maravillosa de hablar de eso y de tener que aceptarnos primero a nosotros mismos, sea cual sea la forma en que nos sintamos diferentes".
Algunos han considerado que el hecho de que Luca y Alberto oculten su verdadera identidad de monstruos marinos es una alegoría de los miembros de la comunidad LGBT, que sienten que tienen que ocultar su verdadero yo para ser aceptados. También se señalaron similitudes y paralelismos con la película del director Luca Guadagnino Call Me by Your Name, que se centra en una relación romántica entre dos chicos en Italia. Esto hizo que se preguntara si Luca y Alberto son homosexuales; sin embargo, Casarosa dijo que los personajes eran sólo amigos y que los paralelismos con la película de Guadagnino eran sólo una coincidencia, declarando: "Me encantan las películas de Luca y es un gran talento, pero no hace falta decir que realmente nos decantamos por una historia prepuberal... se trata de amistades platónicas".

## Recepción

### Crítica

#### Anglosajona y de otros países
En el sitio web de agregación de reseñas Rotten Tomatoes, la película tiene un índice de aprobación del 90% basado en 222 críticas, con una calificación media de 7.2/10. El consenso de los críticos del sitio web dice: "Ligera pero llena de alegría contagiosa, la seductora Luca demuestra que Pixar puede ir a lo seguro sin dejar de encantar al público de todas las edades". Según el sitio web Metacritic, que asignó una puntuación media ponderada de 71 sobre 100 basada en 44 críticos, la película recibió "críticas generalmente favorables".
Alonso Duralde, de TheWrap, escribió: "Luca es dulce y conmovedora, y capta el vínculo que los desconocidos pueden crear durante un verano, y cómo esa amistad puede perdurar. Y al igual que sus protagonistas cambiantes, tiene mucho que hacer bajo la superficie". En The Hollywood Reporter, David Rooney dijo que "la verdadera magia de Luca es su aspecto visual. Los diseños de los personajes son atractivos tanto en el mundo marino como en el terrestre, y la riqueza de los escenarios en ambos ámbitos es una fuente constante de placer. El juego de luces en la superficie del agua, gloriosamente azul, es a veces casi fotorrealista, mientras que una puesta de sol que extiende su resplandor anaranjado sobre las rocas de la costa te hace anhelar estar allí".
Charlie Ridgely, de ComicBook.com, elogió la película por su singularidad, considerando que se desviaba mucho de la fórmula narrativa habitual de Pixar y de los clichés, pero no la hacía "inferior" a otros clásicos de la compañía como Toy Story y Up, destacando la animación, el diseño de la Riviera italiana, la partitura musical y la historia.

#### Hispanoamericana y española
Elsa Fernández-Santos de El País, escribió «Luca acierta en casi todo y se sostiene sobre un coro de fabulosos personajes secundarios: el padre de la niña Giulia y su genial gato bigotudo, los padres y la abuela de Luca o el chulo del pueblo. La primera película dirigida por Enrico Casarosa, un italiano emigrado a Estados Unidos que ya escribió y dirigió el cortometraje La luna, mezcla los alegres ocre y azul de la arquitectura y el mar de la Riviera con tópicos bien traídos de la Italia estival de los años cincuenta y sesenta. Incluso la pasta, ese alimento secuestrado en el imaginario popular de Disney por el tímido beso de La Dama y el Vagabundo, deja atrás su añejo romanticismo perruno para hablar de los pequeños Luca y Alberto, cansados de su precaria vida en el fondo del mar, ansían un futuro mejor en la superficie».
Annemarie Meier de Milenio, elogió la película como una historia metafísica empacada en un muestrario de estilos de animación, Pixar de Disney regresa a su zona de confort ya que, al igual que en Coco adereza la historia de un niño que descubre su crecimiento, maduración y afronta sus miedos con un ambiente cultural atractivo que divierte a chicos y grandes. El mensaje del filme es claro, Mar y tierra son partes del mismo planeta y sus criaturas necesitan aceptar la diversidad. Además de su mensaje de inclusión, el filme muestra el crecimiento y desarrollo de un niño hacia la aceptación de su transformación a adolescente.
Pablo Ayala de Milenio, escribió «Luca es una historia inocente de dos amigos adolescentes que se quieren y disfrutan a tope los muchos momentos que vienen de la mano de las aventuras y líos en los que se meten. Lo que sí puedo decir es que vale la pena verla, porque es una bocanada de aire fresco, especialmente para aquellos que creemos que la convivencia es mucho más rica cuando brota de nuestras diferencias».

## Premios y nominaciones
| Premio                                                                        | Fecha                   | Categoría                                           | Nominado(s) | Resultado | Ref.            |
| ----------------------------------------------------------------------------- | ----------------------- | --------------------------------------------------- | --- | --------- | --------------- |
| Premios Óscar                                                                 | 27 de marzo de 2022     | Mejor película de animación                         | Enrico Casarosa, Andrea Warren | Nominada  | [ 58 ]          |
| Premios de los Editores de Cine de Estados Unidos                             | 5 de marzo de 2022      | Mejor montaje en una película animada               | Catherine Apple, Jason Hudak | Pendiente | [ 59 ]          |
| ADG Excellence in Production Design Awards                                    | 5 de marzo de 2022      | Mejor diseño de producción en una película animada  | Daniela Strijleva | Pendiente | [ 60 ]          |
| Alianza de Mujeres Periodistas de Cine                                        | 25 de enero de 2022     | Mejor película animada                              | Luca | Nominada  | [ 61 ] [ 62 ]   |
| Alianza de Mujeres Periodistas de Cine                                        | 25 de enero de 2022     | Mejor personaje femenino animado                    | Emma Berman | Nominada  | [ 61 ] [ 62 ]   |
| Premios Annie                                                                 | 12 de marzo de 2022     | Mejor película animada                              | Luca | Pendiente | [ 63 ]          |
| Premios Annie                                                                 | 12 de marzo de 2022     | Mejor animación de personajes                       | Tarun Lak | Pendiente | [ 63 ]          |
| Premios Annie                                                                 | 12 de marzo de 2022     | Mejor diseño de personajes                          | Deanna Marsigliese | Pendiente | [ 63 ]          |
| Premios Annie                                                                 | 12 de marzo de 2022     | Mejor director                                      | Enrico Casarosa | Pendiente | [ 63 ]          |
| Premios Annie                                                                 | 12 de marzo de 2022     | Mejor música                                        | Dan Romer | Pendiente | [ 63 ]          |
| Premios Annie                                                                 | 12 de marzo de 2022     | Mejor actuación de voz                              | Jack Dylan Grazer | Pendiente | [ 63 ]          |
| Premios Annie                                                                 | 12 de marzo de 2022     | Mejor guion                                         | Jesse Andrews, Mike Jones | Pendiente | [ 63 ]          |
| Premios Annie                                                                 | 12 de marzo de 2022     | Mejor montaje                                       | Catherine Apple, Jason Hudak, Jennifer Jew, Tim Fox, David Suther                                                                                | Pendiente | [ 63 ]          |
| Premios de la Asociación de Críticos de Cine de Austin Awards                 | 11 de enero de 2022     | Mejor película animada                              | Luca | Nominada  | [ 64 ]          |
| Premios BAFTA                                                                 | 13 de marzo de 2022     | Mejor película de animación                         | Enrico Casarosa, Andrea Warren | Pendiente | [ 65 ]          |
| Premios Black Reel                                                            | 27 de febrero de 2022   | Mejor actuación de voz                              | Maya Rudolph | Pendiente | [ 66 ]          |
| Cinema Audio Society Awards                                                   | 19 de marzo de 2022     | Mejor mezcla de sonido en una película animada      | Vince Caro, Christopher Scarabosio, Tony Villaflor, Greg Hayes, Jason Butler, Richard Duarte                                                     | Pendiente | [ 67 ]          |
| Asociación de Críticos de Cine de Chicago                                     | 15 de diciembre de 2021 | Mejor película animada                              | Luca | Nominada  | [ 68 ] [ 69 ]   |
| Premios de la Crítica Cinematográfica                                         | 13 de marzo de 2022     | Mejor película animada                              | Luca | Pendiente | [ 70 ]          |
| Premios de la Asociación de Críticos de Cine de Dallas-Fort Worth             | 20 de diciembre de 2021 | Mejor película animada                              | Luca | Nominada  | [ 71 ]          |
| Denver Film Critics Society                                                   | 17 de enero de 2022     | Mejor película animada                              | Luca | Nominada  | [ 72 ]          |
| Detroit Film Critics Society                                                  | 5 de enero de 2022      | Mejor película animada                              | Luca | Nominada  | [ 73 ]          |
| Florida Film Critics Awards                                                   | 22 de diciembre de 2021 | Mejor película animada                              | Luca | Nominada  | [ 74 ]          |
| Georgia Film Critics Association Awards                                       | 14 de enero de 2022     | Mejor película animada                              | Luca | Nominada  | [ 75 ]          |
| Premios Globo de Oro                                                          | 9 de enero de 2022      | Mejor película animada                              | Luca | Nominada  | [ 76 ]          |
| Greater Western New York Film Critics Association Awards                      | 31 de diciembre de 2021 | Mejor película animada                              | Luca | Nominada  | [ 77 ]          |
| Asociación de Críticos de Hollywood                                           | 1 de julio de 2021      | Premio Midseason - Mejor película                   | Luca | Nominada  | [ 78 ] [ 79 ]   |
| Asociación de Críticos de Hollywood                                           | 28 de febrero de 2022   | Mejor película animada                              | Luca | Pendiente | [ 80 ] [ 81 ]   |
| Asociación de Críticos de Hollywood                                           | 28 de febrero de 2022   | Mejor interpretación en animación                   | Jacob Tremblay | Pendiente | [ 80 ] [ 81 ]   |
| Hollywood Music in Media Awards                                               | 17 de noviembre de 2021 | Mejor banda sonora - Película animada               | Dan Romer | Nominado  | [ 82 ]          |
| Houston Film Critics Society Awards                                           | 19 de enero de 2022     | Mejor película animada                              | Luca | Nominada  | [ 83 ] [ 84 ]   |
| Indiana Film Journalists Association                                          | 20 de diciembre de 2021 | Mejor película animada                              | Luca | Nominada  | [ 85 ]          |
| Motion Picture Sound Editors Golden Reel Awards                               | 13 de marzo de 2022     | Mejor edición de sonido en una película animada     | Chris Scarabosio, André Fenley, Rich Quinn, Ronni Brown, Justin Doyle, Pascal Garneau, E. Larry Oatfield, Jana Vance, Ronni Brown, Lodge Worster | Pendiente | [ 86 ]          |
| Music City Film Critics Association Awards                                    | 25 de enero de 2022     | Mejor película animada                              | Luca | Nominada  | [ 87 ] [ 88 ]   |
| Premios NAACP Image                                                           | 26 de febrero de 2022   | Mejor película                                      | Luca | Pendiente | [ 89 ]          |
| North Carolina Film Critics Association Awards                                | 5 de enero de 2022      | Mejor película animada                              | Luca | Nominada  | [ 90 ]          |
| North Carolina Film Critics Association Awards                                | 5 de enero de 2022      | Mejor interpretación de voz en una película animada | Jacob Tremblay | Nominado  | [ 90 ]          |
| North Dakota Film Society                                                     | 27 de enero de 2022     | Mejor película animada                              | Luca | Nominada  | [ 91 ]          |
| North Texas Film Critics Association Awards                                   | 22 de diciembre de 2021 | Mejor película animada                              | Luca | Nominada  | [ 92 ]          |
| Online Association of Female Film Critics Awards                              | 21 de diciembre de 2021 | Mejor película animada                              | Luca | Nominada  | [ 93 ] [ 94 ]   |
| Premios de la Sociedad de Críticos de Cine en Línea                           | 24 de enero de 2022     | Mejor película animada                              | Luca | Nominada  | [ 95 ] [ 96 ]   |
| Premios People's Choice                                                       | 7 de diciembre de 2021  | Mejor película familiar                             | Luca | Ganadora  | [ 97 ]          |
| Phoenix Critics Circle Awards                                                 | 18 de diciembre de 2021 | Mejor película animada                              | Luca | Nominada  | [ 98 ]          |
| Portland Critics Association Awards                                           | 17 de diciembre de 2021 | Mejor película animada                              | Luca | Nominada  | [ 99 ]          |
| Producers Guild of America Awards                                             | 19 de marzo de 2022     | Mejor productor en una película animada             | Andrea Warren | Pendiente | [ 100 ]         |
| San Diego Film Critics Society                                                | 10 de enero de 2022     | Mejor película animada                              | Luca | Ganadora  | [ 101 ]         |
| Premios del Círculo de Críticos de Cine del Área de la Bahía de San Francisco | 10 de enero de 2022     | Mejor película animada                              | Luca | Nominada  | [ 102 ]         |
| Premios Satellite                                                             | 18 de marzo de 2022     | Mejor película o corto animado                      | Luca | Pendiente | [ 103 ] [ 104 ] |
| Seattle Film Critics Society Awards                                           | 17 de enero de 2022     | Mejor película animada                              | Luca | Nominada  | [ 105 ]         |
| Premios de la Asociación de Críticos de Cine de San Luis                      | 19 de diciembre de 2021 | Mejor película animada                              | Luca | Nominada  | [ 106 ] [ 107 ] |
| Visual Effects Society Awards                                                 | 8 de marzo de 2022      | Mejores efectos visuales en una película animada    | Enrico Casarosa, Andrea Warren, David Ryu, Jon Reisch                                                                                            | Pendiente | [ 108 ]         |
| Visual Effects Society Awards                                                 | 8 de marzo de 2022      | Mejor personaje animado en una película animada     | Gwendelyn Enderoglu, Laurie Nguyen Kim, Tanja Krampfert, Maria Lee (por Luca)                                                                    | Pendiente | [ 108 ]         |
| Visual Effects Society Awards                                                 | 8 de marzo de 2022      | Mejor ambiente creado en una película animada       | Airton Dittz, Jr., Jack Hattori, Michael Rutter, Joshua West (for Portorosso Piazza)                                                             | Pendiente | [ 108 ]         |
| Visual Effects Society Awards                                                 | 8 de marzo de 2022      | Mejor simulación de efectos en una película animada | Amit Baadkar, Greg Gladstone, Emron Grover, Tim Speltz                                                                                           | Pendiente | [ 108 ]         |
| Washington D. C. Area Film Critics Association                                | 6 de diciembre de 2021  | Mejor película animada                              | Luca | Nominada  | [ 109 ]         |
| Washington D. C. Area Film Critics Association                                | 6 de diciembre de 2021  | Mejor interpretación de voz                         | Jacob Tremblay | Nominado  | [ 109 ]         |

## Cortometraje
El 12 de noviembre de 2021 se estrenó en Disney+ un cortometraje titulado Ciao Alberto. Está escrito y dirigido por McKenna Jean Harris y producido por Matt DeMartini con Enrico Casarosa como productor ejecutivo. Se centra en Alberto, que sigue acostumbrándose a trabajar con Massimo y acaba aceptándolo como una figura paterna.